# Maison Félix-Leclerc
La maison Félix-Leclerc est une résidence située au 186, chemin de l'Anse à Vaudreuil-Dorion, au Québec (Canada). Cette maison de style Second Empire construite en 1880, a été la propriété de Félix Leclerc entre 1956 et 1966. La maison a été citée immeuble patrimonial en 1991 et classée en 2009. En 2006, le terrain a été cité site patrimonial en 2006.

## Histoire
La maison a été construite vers 1880 pour Michel Denis, dit Saint-Denis, qui a été propriétaire de la terre de 1858 à 1881, ou son fils Joseph, qui a été propriétaire de 1881 à 1931. Elle a été agrandie en 1931. Les Denis restent propriétaires de la maison jusqu'au début des années 1950. Félix Leclerc achète la propriété en 1956 de Robert Brown, un imprimeur. Il s'agit de la troisième maison de Félix Leclerc depuis son installation à Vaudreuil.
En 1991 William Craig le propriétaire la maison qui l'a acquise en 1973, peu après le retour de Félix de Saint-Légier, a mis en vente la Maison de Félix Leclerc qui à cette époque n'intéressait aucunement la succession. Lucien C. RIchard, représentant de la succession avait révélé que la maison était dans un état de délabrement qu'elle n'intéressait pas personne. La succession n'était pas non plus intéressé par les documents que possédait Félix Leclerc et qu'il avait détenus en cette maison.
Aucun explication n'a été donnée à l'époque sur le peu d'intérêt que pouvait représenter les documents que détenait Félix Leclerc malgré son union patrimoniale avec André Vien, nièce du sénateur et président du Sénat du Canada Thomas Vien.
En 1990, selon Lucien C. RIchard, le Ministère des Affaires culturelles avait conclu que ce qu'elle contenait n'avait pas une valeur de classification historique.
C'est depuis 2014 un site culturel où se produisent conteurs, chanteurs, etc.